# AB Svenska Smergelskiffabriken
Svenska Smergelskiffabriken grundades 1908 i Höganäs av Janne Rydström, till en början som Rydströms enskilda företag och inte ett aktiebolag. Fabriken, som tillverkade slipskivor av smärgel, utvidgades 1911 och 1912. Vid konstituerande bolagsstämma 1 maj 1915 bildades aktiebolaget AB Svenska Smergelskiffabriken. 
År 1915 hade planer på att etablera en slipskivefabrik i Ryssland börjat ta form. Arendal Smelteverk och Den norske slipskivefabrik skulle vara medfinansiärer. Planerna började efter många svårigheter realiseras 1917, samtidigt som det politiska läget i Ryssland blev mer och mer instabilt. Ännu under uppbyggnad fick fabriken likvideras i maj 1918. Samarbetet med Arendal Smelteverk upphörde i slutet av 1920-talet.
Bolaget blev i april 1979 ett helägt dotterbolag till AB Slipmateriel-Naxos, som i sin tur ägdes helt av Höganäs AB.